# Рибний патруль
Рибоохоронний патруль - орган рибоохорони, який входить в структуру Державного агентства рибного господарства України. Створений 30 вересня 2015 року (Постанова КМУ від 30.09.15 №895 "Про затвердження Положення про Державне агентство рибного господарства України”).

## Процес створення
Процес створення нової рибоохоронної структури розпочався з Києва і Київської області. Конкурсний відбір у рибний патруль Києва та області стартував у грудні 2015 року. Охочих стати рибними патрульними виявилось дуже багато: за місяць надійшло понад 2 тисячі анкет. 

## Вимоги до рибних патрульних
- Вища освіта
- Володіння державною мовою
- Відсутність судимості
- Задовільний рівень фізичної підготовки
- Проактивність
- Прагнення до змін
- Стресостійкість
- Врівноваженість
- Вміння брати над себе відповідальність
- Чесність та принциповість

Керівник проекту Рибний патруль Павло Гвозденко: Наше завдання – повне перезавантаження органів рибоохорони по всій Україні. Ми розпочали з Києва, а також набору керівників до територіальних управлінь рибного патруля.

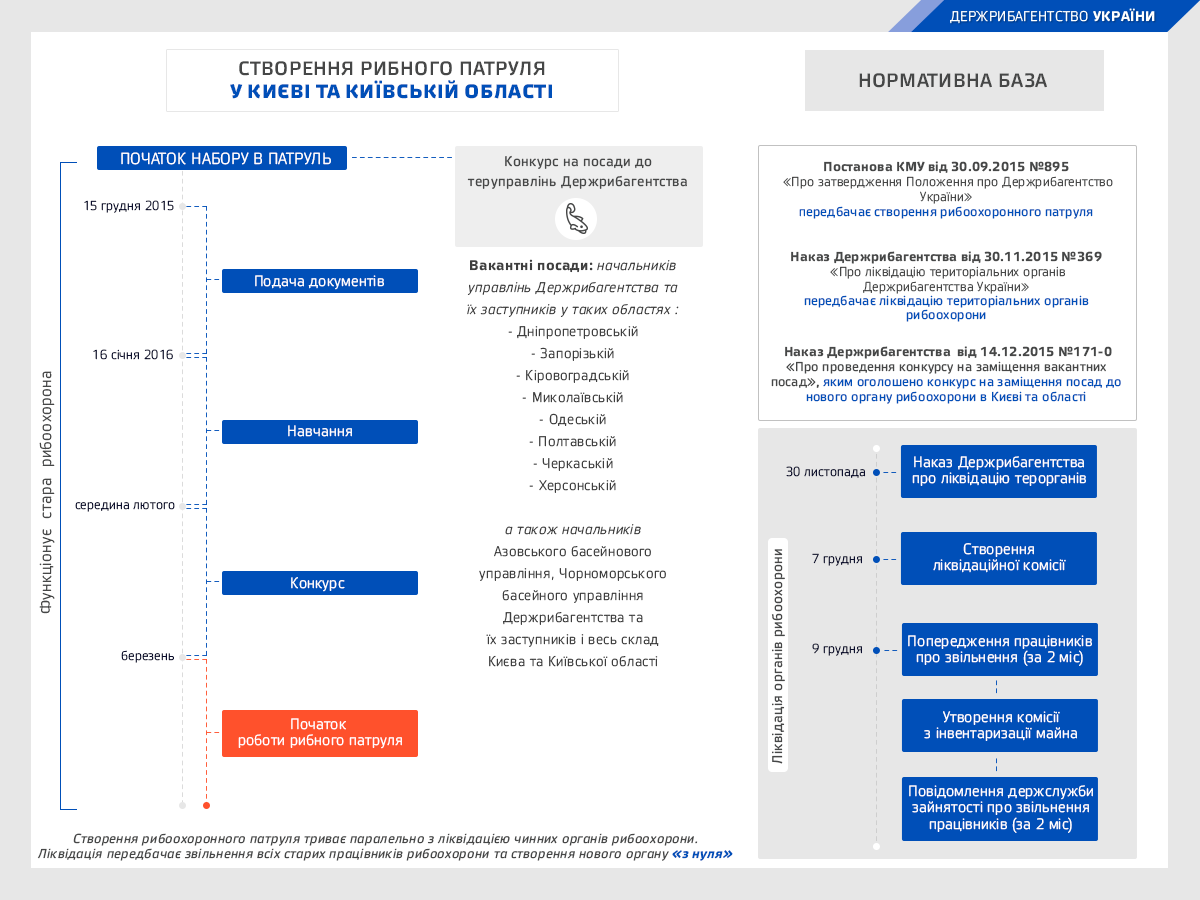
Створення рибного патруля у Києві та Київській області

Після завершення прийому анкет, 25 січня стартував конкурсний відбір, який включав в себе чотири етапи. 
Етапи відбору рибних патрульних: 
- Психологічне тестування
- Іспит на знання законодавства
- Перевірка рівня фізичної підготовки
- Співбесіда

До конкурсного відбору були залучені психологи, представники рекрутингових та консалтингових компаній.